# Avenue De Keyser
Pour les articles homonymes, voir De Keyser.
L'avenue De Keyser ou parfois boulevard De Keyser (en néerlandais : De Keyserlei ou Keyserlei) est une rue commerçante située dans le centre de la ville d'Anvers. L'avenue De Keyser relie la rue du Pélican avec la place Teniers et l'avenue de France. On y trouve également deux stations de prémétro : les stations du Diamant et Opéra.
Le nom de cette rue fait référence au peintre flamand Nicaise de Keyser.
On y voit une œuvre monumentale de Mark Verstockt, Méandre blanc (1974).

## Histoire

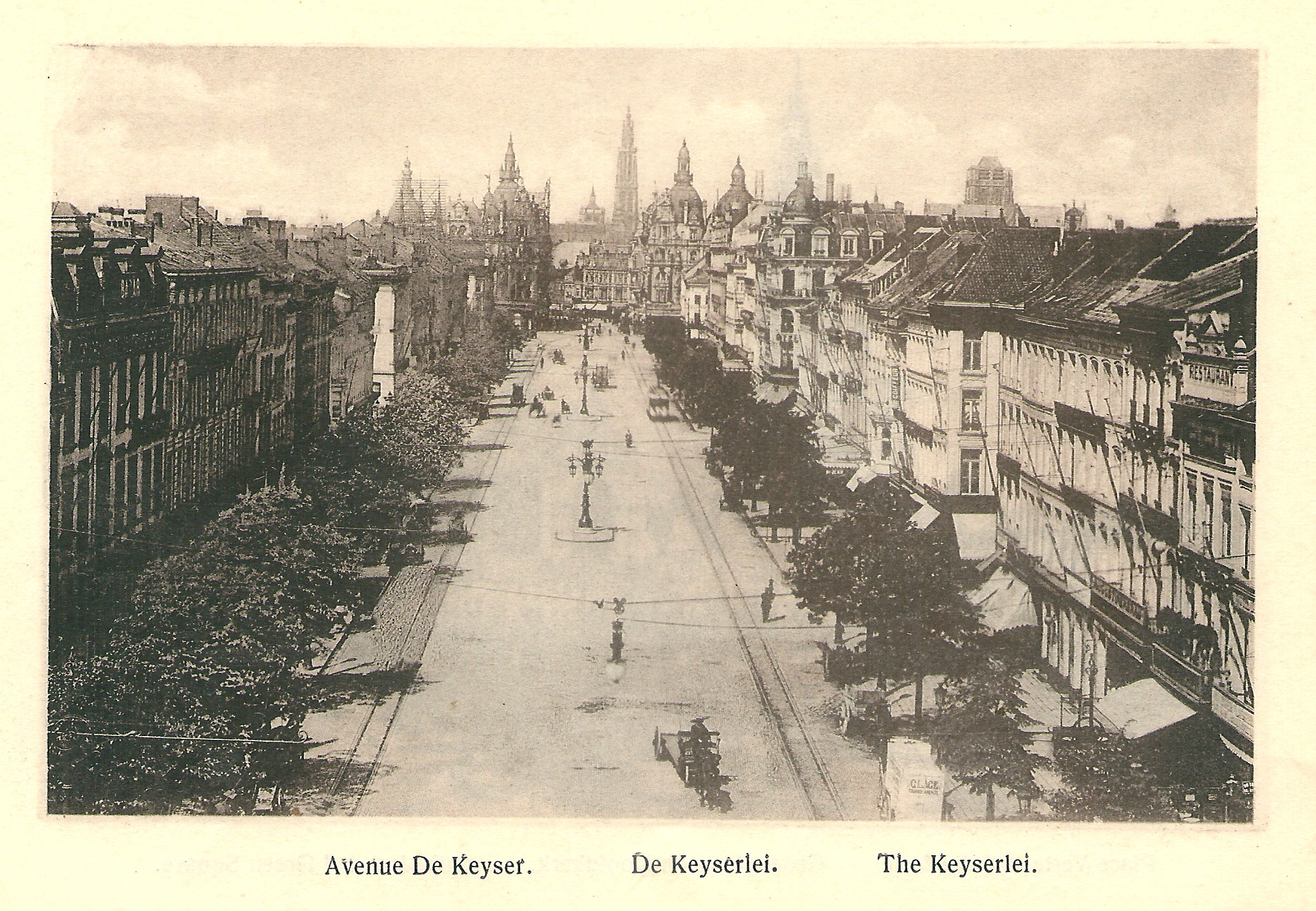
Vue aérienne de l'avenue De Keyser vers 1920.

La première partie de l'avenue date de 1867. En 1873, la rue fut achevée complètement jusqu'à la gare centrale. Le boulevard a initialement porté les noms Tenierslei (« avenue Teniers ») et Wapperslei (« avenue Wappers »). En 1893, elle a reçu son nom actuel.